# صقر أبيض الأرداف
صقر أبيض الأرداف (الاسم العلمي: Polihierax insignis) هو نوع من فصيلة صقريات.